# NetBlocks
NetBlocks é uma organização não governamental que dá rastreamento à cibersegurança e governo do Internet. A organização foi fundada em 2017 para monitorar a liberdade de acesso ao Internet.

## Trabalho

### Projetos
Proporciona ferramentas ao público para observar possíveis bloqueios de Internet e as consequências econômicas da censura a lugares site.

### Eventos
O 25 de novembro de 2017, NetBlocks e Digital Rights Foundation brindaram informação sobre a censura de Facebook, Twitter, YouTube e outros serviços de redes sociais por parte do governo paquistanês depois dos protestos de Tehreek-e-Labaik.
Durante os protestos sudanesas de 2018-2019, NetBlocks declarou que o governo sudanês mantinha, um extenso regime de censura em Internet, depois de censurar as redes sociais no país. Depois da tentativa inesperadamente de estado de Gabón em 2019, NetBlocks monitoro a censura site no país. O custo do blecaute do Internet por três dias após os protestos pelo combustível em Zimbabue foi calculado por NetBlocks e custou-lhe a Zimbabue um estimado de 17 milhões de dólares estadunidenses.
Também monitoro o bloqueio de Wikipedia em Venezuela e outros tipos de censura durante a crise presidencial venezuelana de 2019. Vários meios de comunicação internacionais cobriram a situação com o trabalho de NetBlocks.